# Mali giganci (program telewizyjny)
Mali giganci – polski program telewizyjny typu talent show emitowany od 7 marca 2015 do 25 grudnia 2017 na antenie TVN, oparty na meksykańskim formacie Pequeños gigantes.

## Charakterystyka programu
W programie brały udział dzieci w wieku 4–12 lat. Tworzonych było sześć drużyn, składających się z trzech do pięciu uczestników. W każdej z nich znajdowali się: wokalista, tancerz (lub para tancerzy) oraz maluch (najmłodsi w wieku 4–7 lat, także pary), którzy mieli również swojego opiekuna artystycznego. W każdym odcinku uczestnicy występowali i byli oceniani przez jury. Drużyna, która w danym odcinku zebrała najmniej punktów, odpadała z programu.
W finale rywalizowały dwie najlepsze drużyny. W ostatnim, specjalnym odcinku (edycje 1–2) występowali uczestnicy ze wszystkich drużyn w konkurencji indywidualnej, gdzie jurorzy wybierali po najlepszym wykonawcy z każdej kategorii, tj. taniec, śpiew i showman (maluch). Zwycięska drużyna wygrywała nagrodę główną, którą jest wyjazd do Disneylandu. Zwycięzcy indywidualni (edycje 1–2) otrzymywali cenniejsze nagrody.

## Zasady programu
W dwóch pierwszych odcinkach dokonano wyboru członków poszczególnych grup, pomiędzy dziećmi wyłonionymi we wcześniejszych castingach: najpierw wstępnych na terenie całej Polski, a potem w Warszawie, gdzie wstępnych wyborów swoich drużyn dokonują opiekunowie poszczególnych grup. Składu drużyn dokonali jurorzy: w kategorii „śpiew” i „show” wybierali jednego spośród dwóch kandydatów, a w kategorii „taniec” – jednego lub parę tancerzy spośród trzech lub czterech. Wybrane drużyny otrzymywały nazwy wybrane przez opiekunów grup.
W kolejnych odcinkach drużyny (w trzech kategoriach) rywalizowały ze sobą, a ich występy oceniane były przez jurorów (w skali 1-10). Z punktów przyznanych przez jury była wyciągana średnia, a suma średnich była wynikiem całej grupy. Pod koniec kilku odcinków następował quiz wiedzy, w którym brali udział najmłodsi uczestnicy z kategorii „show”. Za quiz był przyznawany 1 dodatkowy punkt dla drużyny. Następowały także inne konkurencje, takie jak występy wszystkich uczestników z kategorii „śpiew” oraz „taniec”, za które także przyznawany był dodatkowy punkt dla drużyny.
Drużyna z najmniejszą liczbą punktów odpadała z programu. W finałowym, 9. (w 3. edycji 8.) odcinku wystąpiły dwie najlepsze drużyny. Zwycięska drużyna zdobywała nagrodę główną. W ostatnim, dziesiątym odcinku serii (edycje 1–2) jurorzy wybierali zwycięzców z każdej kategorii w konkurencji indywidualnej. Kategorie zostały podzielone na „Śpiew”, „Taniec” i „Talent”. Zwycięzcy indywidualni wygrywali główne nagrody.

## Ekipa

### Jury
| Jury                  | Edycja | Edycja | Edycja |
| Jury                  | 1      |        |        |
| --------------------- | ------ | ------ | ------ |
| Agnieszka Chylińska   |        |        |        |
| Kuba Wojewódzki       |        |        |        |
| Sonia Bohosiewicz     |        |        |        |
| Katarzyna Bujakiewicz |        |        |        |

2!
|Agnieszka Chylińska || style="text-align:center; background:lightgreen;" |

### Prowadzący
| Prowadzący    | Edycja | Edycja | Edycja |
| ------------- | ------ | ------ | ------ |
| Prowadzący    | 1      | 2      | 3      |
| Filip Chajzer |        |        |        |

## Drużyny i opiekunowie

### Pierwsza edycja (2015)

#### Ostateczne składy drużyn i opiekunowie

##### Klika Rubika
Opiekun: Piotr Rubik
- Tancerze: Adam Dróżdż (11 lat) i Nina Nowakowska (11 lat)
- Śpiew: Olivia Wieczorek (12 lat)
- Show/najmłodsi: Kinga Wieczorek (5 lat) i Stanisław Neel Borek (5 lat)

##### Czadersi
Opiekun: Aneta Todorczuk-Perchuć
- Tancerka: Angele Villanueva Jara (11 lat)
- Śpiew: Alicja Rega (11 lat)
- Show/najmłodsi: Wiktoria Gąbka (6 lat)

##### Gang Olafa
Opiekun: Czesław Mozil
- Tancerze: Kacper Dąbkowski (12 lat) i Małgorzata Kowal (11 lat)
- Śpiew: Filip Okoński (9 lat)
- Show/najmłodsi: Małgorzata Mundzik (7 lat)

##### Tytani
Opiekun: Natalia Lesz
- Tancerze: Gracjan Woch (10 lat) i Jakub Samogranicki (12 lat)
- Śpiew: Julia Totoszko (9 lat)
- Show/najmłodsi: Maja Hołowacz (6 lat)

##### Supermocni
Opiekun: Urszula Chincz
- Tancerze: Laura Kowalska (12 lat) i Julia Mikulska (11 lat)
- Śpiew: Amelia Dubanowska (11 lat)
- Show/najmłodsi: Anna Wieleńska (6 lat)

##### Wymiatacze
Opiekun: Olivier Janiak
- Tancerze: Weronika Osińska (9 lat) i Dawid Sundrani (11 lat)
- Śpiew: Zuzanna Jurkiewicz (12 lat)
- Show/najmłodsi: Sara Plaszczyk (5 lat)

#### Końcowa kolejność
| Miejsce | Drużyna      | Opiekun                 |
| ------- | ------------ | ----------------------- |
| 1.      | Klika Rubika | Piotr Rubik             |
| 2.      | Czadersi     | Aneta Todorczuk-Perchuć |
| 3.      | Gang Olafa   | Czesław Mozil           |
| 4.      | Tytani       | Natalia Lesz            |
| 5.      | Supermocni   | Urszula Chincz          |
| 6.      | Wymiatacze   | Olivier Janiak          |

### Druga edycja (2016)

#### Ostateczne składy drużyn i opiekunowie

##### Kadra Anki
Opiekun: Anna Dereszowska
- Taniec: Zofia Denysiuk (11 lat) i Michał Woiński (12 lat)
- Śpiew: Dominika Ptak (11 lat)
- Maluchy: Helena Juszkiewicz (5 lat)

##### Hyżaki
Opiekun: Grzegorz Hyży
- Taniec: Weronika Skorupa (12 lat) i Jeremiasz Cieniewicz (11 lat)
- Śpiew: Monika Urbanowicz (11 lat)
- Maluchy: Martyna i Dagmara Chmielowskie (6 lat)

##### Soni paka
Opiekun: Sonia Bohosiewicz
- Taniec: Wiktoria Januszewska (11 lat) i Alicja Kowalska (11 lat)
- Śpiew: Piotr Zamudio (11 lat)
- Maluchy: Katarzyna Ryndak (6 lat)

##### Niezłomni
Opiekun: Magdalena Mołek
- Taniec: Maja Ciesielska (10 lat) i Amelia Wągrocka (8 lat)
- Śpiew: Anastazja Mykytiuk (11 lat)
- Maluchy: Martyna Brocławik (6 lat) i Michał Duszyński (5 lat)

##### Weselaki
Opiekun: Jakub Wesołowski
- Taniec: Laura Hekselman (11 lat) i Szymon Rencławowicz (12 lat)
- Śpiew: Jonatan Koczy (8 lat)
- Maluchy: Aleksander Bujnowski (7 lat)

##### Drużyna Marcina
Opiekun: Marcin Perchuć
- Taniec: Wiktoria Szwarc (11 lat) i Wiktoria Rusikiewicz (12 lat)
- Śpiew: Julia Błaszczyk (9 lat) i Ignacy Błażejowski (12 lat)
- Maluchy: Natalia Drygała (7 lat)

#### Końcowa kolejność
| Miejsce | Drużyna         | Opiekun           |
| ------- | --------------- | ----------------- |
| 1.      | Kadra Anki      | Anna Dereszowska  |
| 2.      | Hyżaki          | Grzegorz Hyży     |
| 3.      | Soni Paka       | Sonia Bohosiewicz |
| 4.      | Niezłomni       | Magda Mołek       |
| 5.      | Weselaki        | Jakub Wesołowski  |
| 6.      | Drużyna Marcina | Marcin Perchuć    |

### Trzecia edycja (2017)

#### Ostateczne składy drużyn i opiekunowie

##### Pogodni
Opiekun: Omenaa Mensah
- Taniec: Iga Gajda (12 lat) i Igor Łuszczyński (12 lat)
- Śpiew: Urszula Kowalska (11 lat) i Franciszek Budz (8 lat)
- Maluchy: Zofia Zalewska (5 lat)

##### Tytani
Opiekun: Rafał Brzozowski
- Taniec: Laura Łukasiak (11 lat) i Adrianna Zajączkowska (11 lat)
- Śpiew: Agata Szweter (8 lat) i Magdalena Szweter (12 lat)
- Maluchy: Wiktoria Nowicka (6 lat)

##### Supermocne
Opiekun: Paulina Krupińska
- Taniec: Nina Karaszewska (10 lat) i Paulina Ciupak (10 lat)
- Śpiew: Oliwia Ogorzelska (10 lat)
- Maluchy: Matylda Czarnota (7 lat) i Alicja Smyk (7 lat)

##### Niezłomni
Opiekun: Jarosław Bieniuk
- Taniec: Aleksandra Rudnicka (10 lat) i Ignacy Popławski (12 lat)
- Śpiew: Oskar Brzostowski (12 lat)
- Maluchy: Oskar Sadowski (7 lat)

##### Atomy Romy
Opiekun: Roma Gąsiorowska
- Taniec: Natasza Peryga (8 lat) i Oliwia Peryga (11 lat)
- Śpiew: Magdalena Sulińska (10 lat)
- Maluchy: Hanna Gut (6 lat)

##### Drużyna Agustina
Opiekun: Agustin Egurrola
- Taniec: Katarzyna Borkowska (10 lat) i Nina Jarkowska (11 lat)
- Śpiew: Hanna Sztachańska (12 lat)
- Maluchy: Amelia Ząbkowicz (7 lat)

#### Końcowa kolejność
| Miejsce | Drużyna          | Opiekun           |
| ------- | ---------------- | ----------------- |
| 1.      | Pogodni          | Omenaa Mensah     |
| 2.      | Tytani           | Rafał Brzozowski  |
| 3.      | Supermocne       | Paulina Krupińska |
| 4.      | Niezłomni        | Jarosław Bieniuk  |
| 5.      | Atomy Romy       | Roma Gąsiorowska  |
| 6.      | Drużyna Agustina | Agustin Egurrola  |

## Spis edycji
| Edycja | Edycja | Sezon       | Odcinki    | Premiera         | Finał            | Pora emisji     | Średnia oglądalność |
| ------ | ------ | ----------- | ---------- | ---------------- | ---------------- | --------------- | ------------------- |
|        | 1.     | wiosna 2015 | 1–10 (10)  | 7 marca 2015     | 9 maja 2015      | sobota 20.00    | 3 378 668           |
|        | 2.     | wiosna 2016 | 11–20 (10) | 20 lutego 2016   | 23 kwietnia 2016 | sobota 20.00    | 2 561 987           |
|        | 3.     | jesień 2017 | 21–28 (8)  | 5 listopada 2017 | 25 grudnia 2017  | niedziela 17.00 | 1 746 133           |

## Oglądalność
Dane dotyczące oglądalności zostały oparte na badaniach przeprowadzonych przez Nielsen Audience Measurement i dotyczą wyłącznie oglądalności premiery telewizyjnej – nie uwzględniają oglądalności powtórek, wyświetleń w serwisach VOD (np. Player) itd.
| Odcinek | Edycja                       | Edycja                     | Edycja                        |
| Odcinek | 1                            | 2                          | 3                             |
| ------- | ---------------------------- | -------------------------- | ----------------------------- |
| 1       | 3 745 939 (7 marca 2015)     | 2 909 220 (20 lutego 2016) | 2 040 456 (5 listopada 2017)  |
| 2       | 3 692 084 (14 marca 2015)    | 3 223 861 (27 lutego 2016) | 2 002 477 (12 listopada 2017) |
| 3       | 3 705 756 (21 marca 2015)    | 2 517 898 (5 marca 2016)   | 2 092 395 (19 listopada 2017) |
| 4       | 3 272 564 (28 marca 2015)    | (12 marca 2016)            | (26 listopada 2017)           |
| 5       | 2 820 983 (4 kwietnia 2015)  | 2 565 854 (19 marca 2016)  | (3 grudnia 2017)              |
| 6       | 3 136 031 (11 kwietnia 2015) | (26 marca 2016)            | (10 grudnia 2017)             |
| 7       | 3 421 590 (18 kwietnia 2015) | (2 kwietnia 2016)          | (17 grudnia 2017)             |
| 8       | 3 188 031 (25 kwietnia 2015) | (9 kwietnia 2016)          | (25 grudnia 2017)             |
| 9       | 3 393 974 (2 maja 2015)      | (16 kwietnia 2016)         | –                             |
| 10      | (9 maja 2015)                | (23 kwietnia 2016)         | –                             |
| Średnia | 3 378 668                    | 2 561 987                  | 1 746 133                     |